# Bikavér

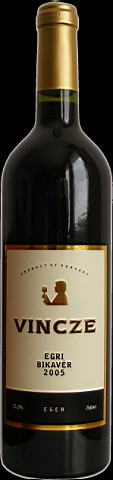
En flaska Egri Bikavér

Bikavér, tjurblod, är ett rött vin från Eger eller Szekszárd i Ungern. 

## Vinproduktionen
Bikavér produceras alltid som en cuvée av minst tre olika röda druvsorter. Under kommunisttiden tilläts endast vindistriktet Eger att använda namnet trots att beteckningen historiskt kan knytas längre tillbaka till Szekszárd. Under denna tid präglades Tjurblodet av ett allt större fokus på massproduktion, vilket ledde till en kvalitetsnedgång. Efter murens fall har vinodlarna kämpat för att åter ge Tjurblodet sin gamla status. En åtgärd för detta var att införa en särskild kategori Bikavér-Superieur för de bästa vinerna som ska uppfylla särskilda kvalitetskrav samt där druvorna kommer från de bästa lägena.

## Historia
År 1552 kunde Egers 2 000 krigare under ledning av befälhavaren István Dobó förtjänstfullt stå emot den 100 000 man starka turkiska armén, anförd av den legendariske osmanen Ali Pascha.
Försvararna hällde i sig stora mängder vin för att stärka sig till kropp och själ och turkarna flydde i panik när de såg fiendens väldiga, rödvinsfläckiga skägg. Med den styrka de har, måste de ha druckit tjurblod, trodde turkarna.